# NGC 3043
NGC 3043 is een spiraalvormig sterrenstelsel in het sterrenbeeld Grote Beer. Het hemelobject werd op 19 maart 1790 ontdekt door de Duits-Britse astronoom William Herschel.

## Synoniemen
- UGC 5327
- MCG 10-14-52
- ZWG 289.23
- KARA 385
- IRAS 09527+5932
- PGC 28672